# 亚历山大·弗朗卡尔
亚历山大·弗朗卡尔（法語：Alexandre Flanquart；1989年10月9日—）是一位法國橄欖球運動員。他是法國國家橄欖球隊的一員，代表法國參加了2015年世界盃橄欖球賽。